# Kálmán Giergl
Dans le nom hongrois Giergl Kálmán, le nom de famille précède le prénom, mais cet article utilise l’ordre habituel en français Kálmán Giergl, où le prénom précède le nom.
Kálmán Giergl ([ˈkaːlmaːn], [ˈgiːɾgl]), né le 29 juin 1863 à Pest et décédé le 10 septembre 1954 à Nógrádverőce était un architecte hongrois, acteur majeur de l'Éclectisme. Sa réalisation la plus connue est le Palais New-York à Budapest.
Il appartient à la dynastie d'artistes des Györgyi-Giergl originaire du Tyrol.

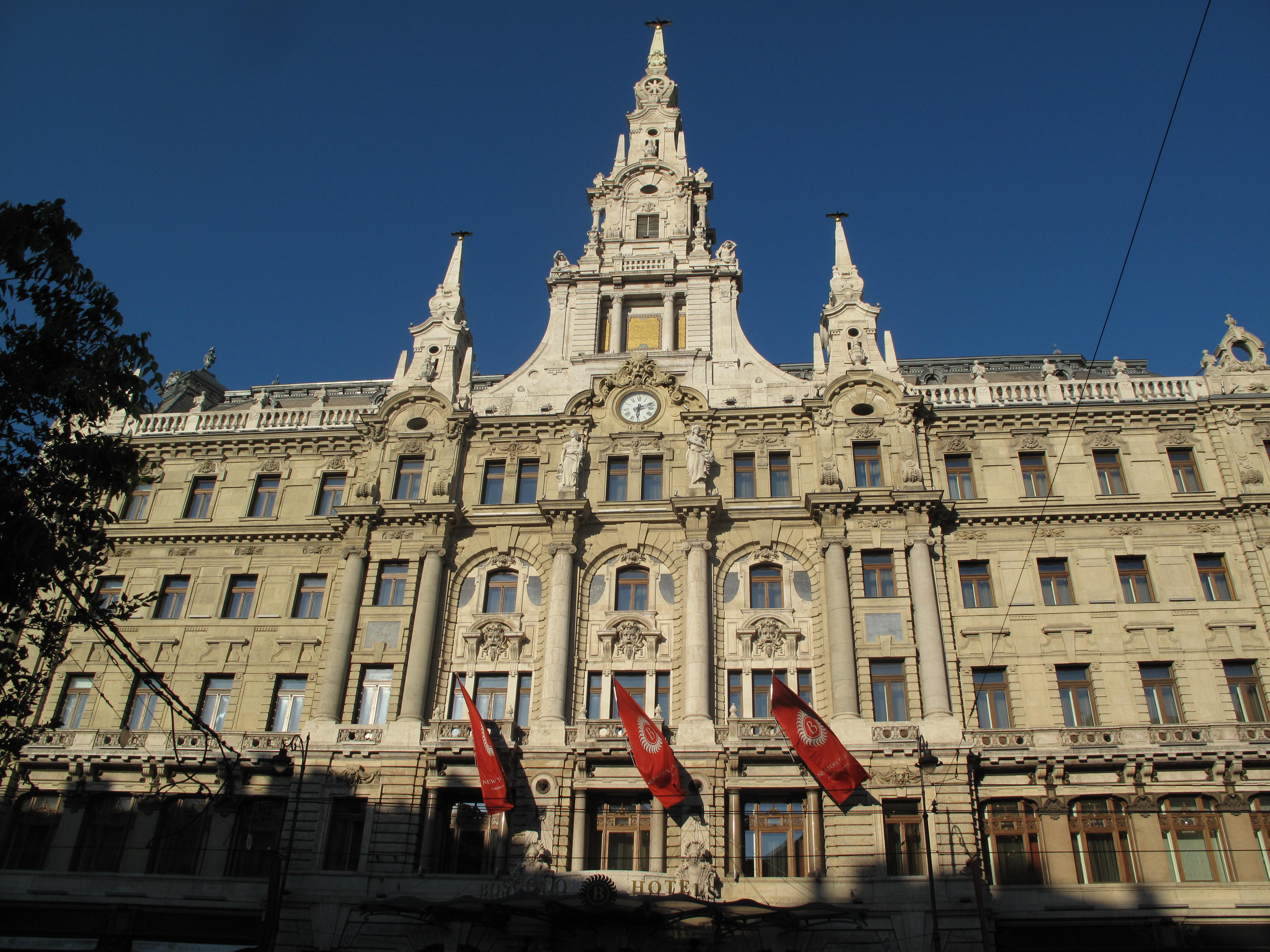
Le Palais New-York à Budapest
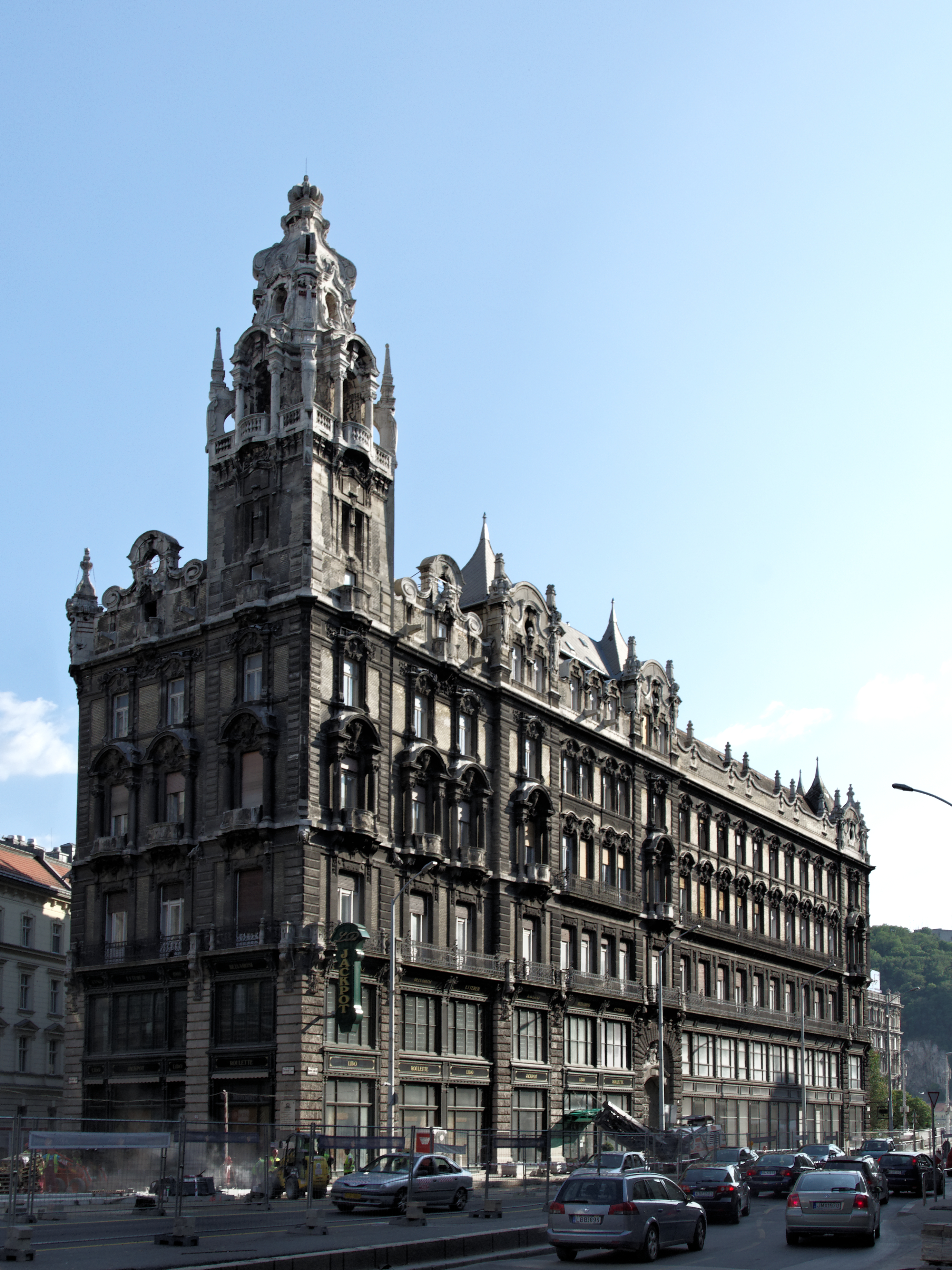
Les Palais Klotild à Budapest
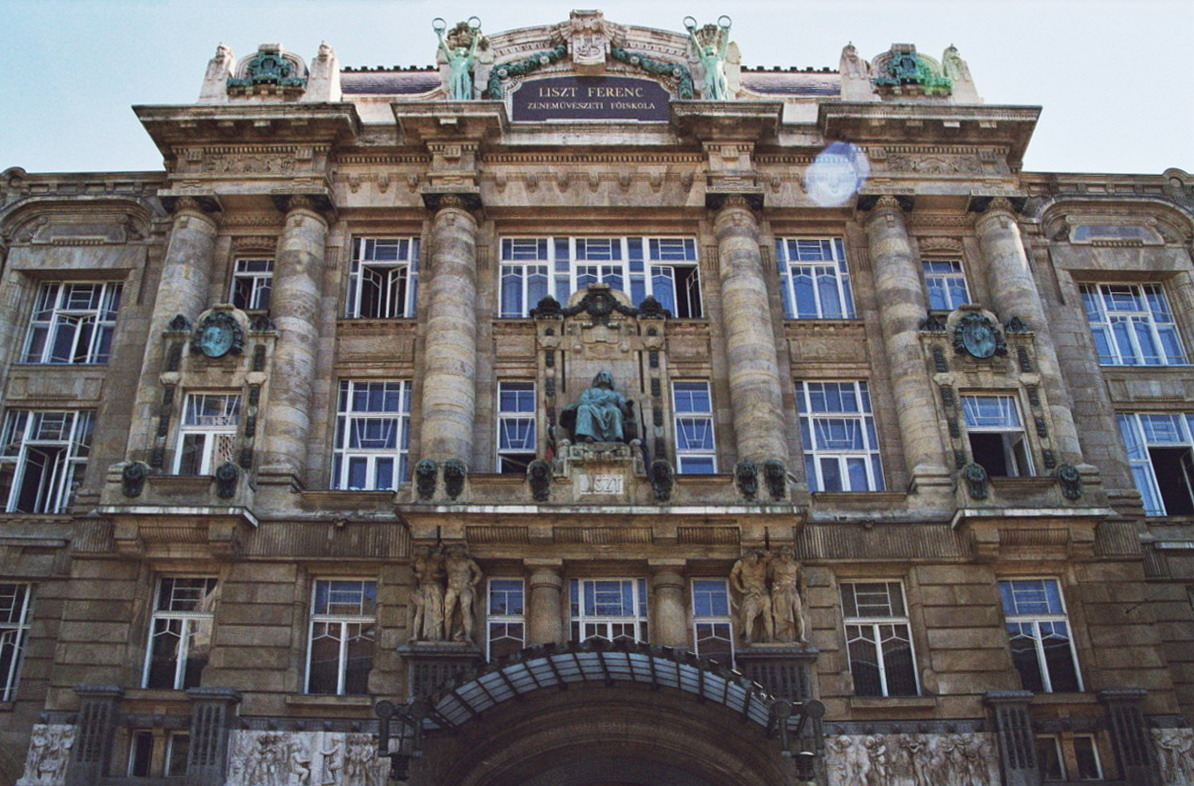
Université de musique Franz-Liszt
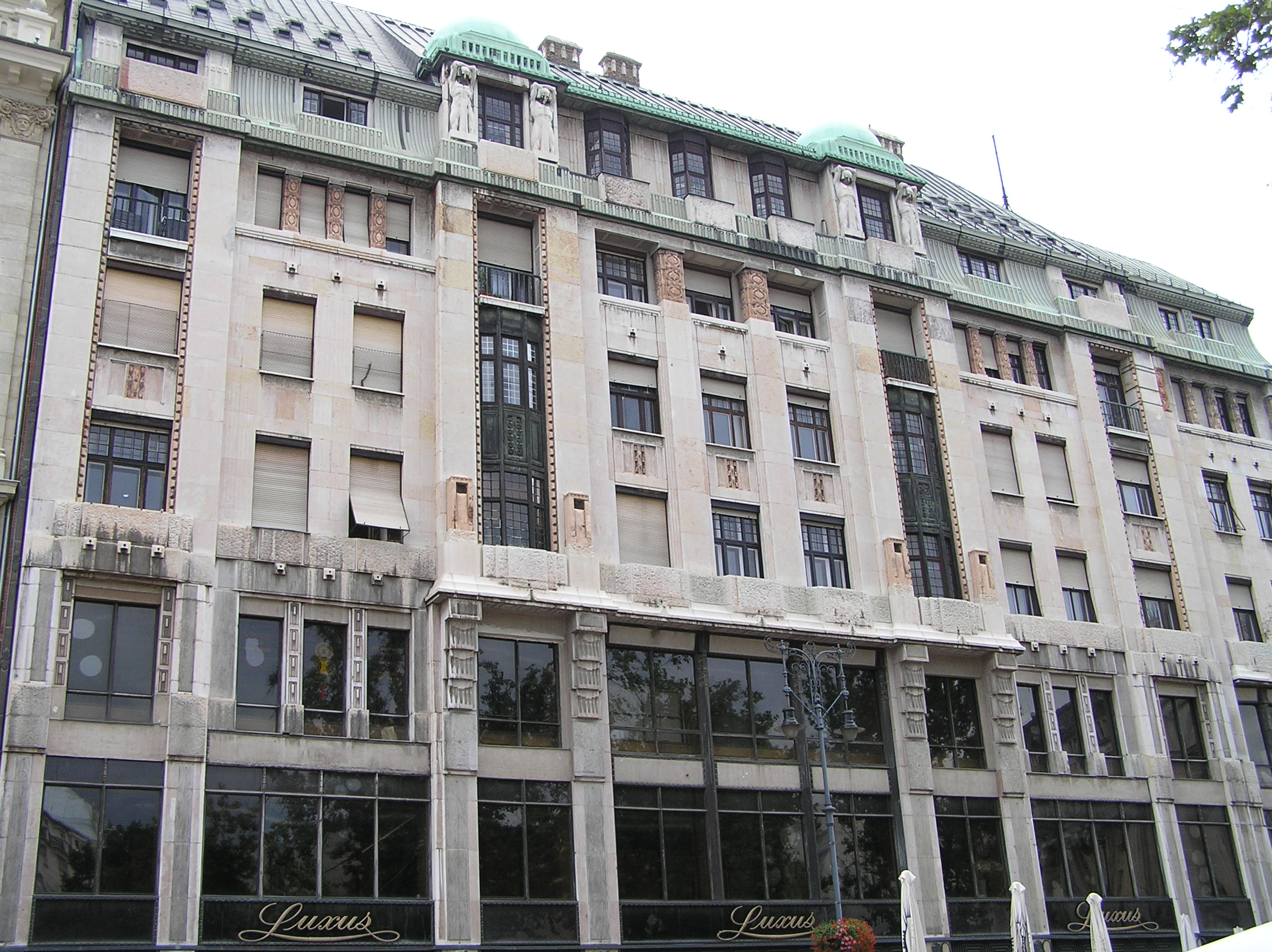
Le Luxus Áruház situé sur Vörösmarty tér